# Pierre de Rieux
Pierre de Rochefort ou Pierre de Rieux (9 septembre 1389 - 1439), seigneur de Rochefort et d'Assérac. Il était gouverneur de Saint-Malo lorsqu'il succéda à son père Jean II de Rieux dans la charge de maréchal de France le 12 août 1417.

## Biographie
Il se trouvait à Paris en 1418 quand la ville fut prise par les Bourguignons. Destitué par ceux-ci et maintenu par le Dauphin Charles, régent du royaume, il le conduisit à Bourges.
Il combattit les Anglais en Angoumois, en Normandie et enfin au Mans où il fut pris dans une sortie. Il paya sa rançon et revint guerroyer en France.
En 1429, il prit Avranches et assista Jeanne d'Arc au siège d'Orléans. En 1435, il défendit Saint-Denis assiégé par les Anglais, leur reprit Dieppe et les força à lever le siège d'Harfleur.
En 1437, de concert avec le connétable de Richemont il s’empara du Pays de Caux. En 1438, il tomba aux mains de Guillaume de Flavy, commandant de la ville de Compiègne et dévoué aux Anglais. Jeté en prison, il mourut de misère en 1439, après neuf mois de captivité.

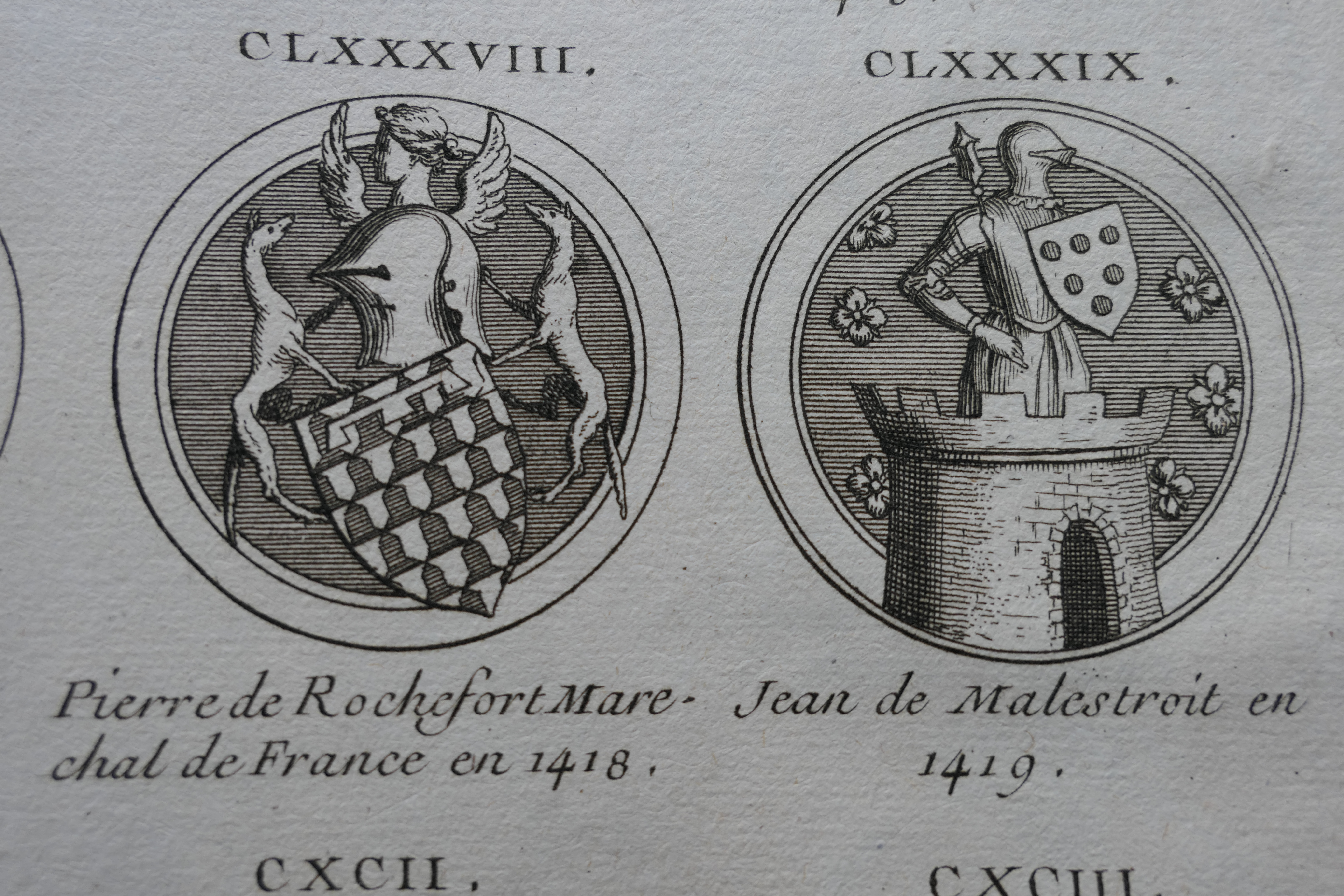
Sceau de Pierre de Rochefort (à gauche).